# Deverbia
I deverbia sono dei dialoghi oppure monologhi, recitati da attori senza però l'accompagnamento di strumenti musicali (tipico dei cantica). In questa recitazione viene utilizzato il senario giambico. Grazie a questo metro viene riprodotta una ritmica che si avvicina alla prosa, rendendo così il dialogo più comune, più vicino alla conversazione di tutti i giorni.